# Anton Kosi
Anton Kosi, slovenski mladinski pisatelj, skladatelj in kulturni organizator, * 16. januar 1864, Godemarci, † 20. april 1945, Badličan, Hrvaška.

## Življenjepis
Kosi je po maturi na učiteljišču v Mariboru od leta 1884 do 1925 služboval na osnovni šoli v Središču ob Dravi. Bil je dejaven na pedagoškem, glasbenem in gospodarskem področju. Pisal je za mladino, uglasbil pa je tudi več vokalnih del za odrasle. Kot pisatelj je izdal kar nekaj črtic, med njimi je tudi zbirka črtic Iz otroških ust.
Že na učiteljišču je zbiral ljudsko blago, ki ga je objavljal v Vrtcu, Popotniku, Učiteljskem tovarišu, Slovenskem narodu in Slovenskem gospodarju. Poleg tega pa je izdajal tudi zbirke napevov za šolske pesmi.

## Literarna dela
- Sto narodnih legend (1897)
- Narodne legende za slovensko mladino (trije zvezki; 1890 – 1891)
- Šaljivi Jaka ali zbirka najboljših kratkočasnic za slovensko mladino (dva zvezka; 1892 – 1894)
- Zlate jagode, zbirka basni za slovensko mladino in preprosto ljudstvo (1894)
- Zabavne knjižice za slovensko mladino (štirinajst zvezkov; 1891 – 1910])
- Nove zabavne knjižice za slovensko mladino (dva zvezka; 1926 – 1927)
- Iz otroških ust (dva zvezka; 1926 – 1928)
- Otroška modrost (dva zvezka; 1930 – 1931)

## Glasbena dela
- Štiri cerkvene pesmi za šolske svete maše (1913)
- Venček triglasnih narodnih pesmi za šolo in dom (trije zvezki; 1907 – 1911)
- Slava domovini! (1908)
- Kosova gostija (1912)